# Escudo de Manabí
Escudo Provincial de Manabí es el emblema y sello oficial que representa la provincia ecuatoriana de Manabí, que se ubica en la región Costa. Además es el símbolo con mayor representatividad de esta provincia ecuatoriana, utilizado mayormente por las instituciones públicas y privadas como la Prefectura Provincial de Manabí y establecimientos educativos manabitas.

## Diseño y forma
Su diseño consolida un conjunto de estilo ibérico entre elementos y entidades propias del territorio manabita, cuya parte objetiva o interior está dividido en tres fajas horizontales. 
Las dos primeras están divididas  en dos cuarteles cada una, mediante palo y faja de plata. La faja de la punta se conserva sin división.
Los cuatro cuarteles contienen: 
1) A la derecha un libro abierto, simbolizando la ciencia y el saber, el libro está asentado en las colinas del valle del río Portoviejo.
2) A la izquierda, una antorcha encendida de bronce y enclavada en el Cerro de Montecristi, simbolizando la libertad alcanzada en las gestas heroicas y montoneras alfaristas.
3) En la faja central y a la derecha, un caduceo de oro  grana. A la izquierda, una edificación industrial, pintada en sable, con líneas de plata, con altas torres y esbeltas chimeneas, de donde se escapan blancas estelas de humo hacia la parte diestra.
4) La tercera faja, que corresponde a la punta del blasón, contiene como símbolo y en medio arco hacia arriba, la rica producción agrícola manabita. 
En la parte superior del blasón se dibuja, en forma decorativa, bandera provincial con 22 estrellas de cinco puntas, siendo la del centro de mayor tamaño porque representa a la capital provincial que es Portoviejo. 
Todo este conjunto tiene como fondo un pergamino hispánico que representa la conquista española y el pasado colonial, y fuera de este en la parte inferior, se dibuja una cinta, doblada en tres partes que lleva la leyenda o lema: Provincia de Manabí Junio 25 de 1824.

## Autor
El escudo y la bandera, símbolos de la provincia de Manabí, fueron creados por el escritor, catedrático y periodista Absalón Toala Barcia, quien además fue autor de otros escudos de carácter cantonal.